# 卡塞羅斯 (阿根廷)

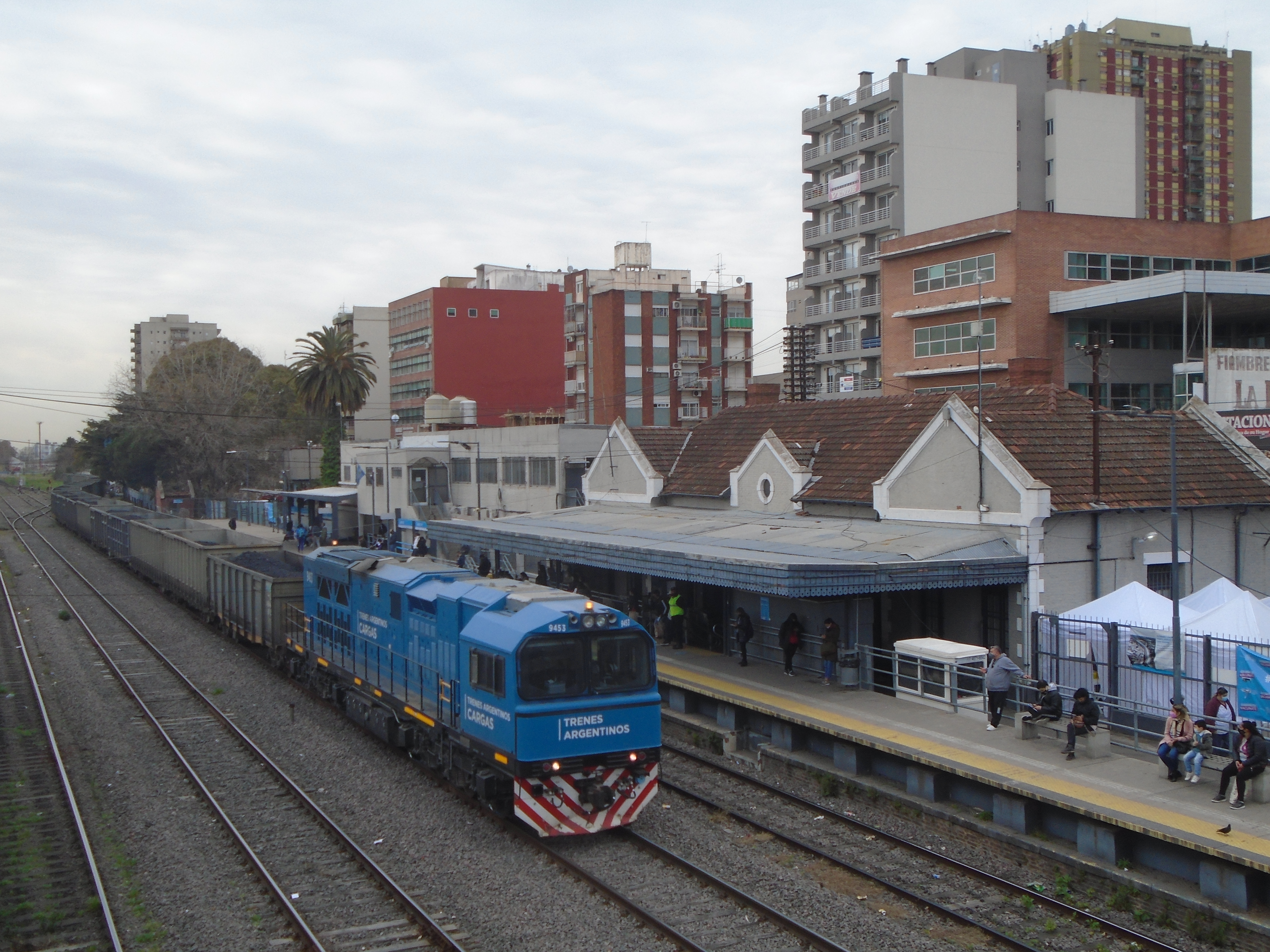
卡塞羅斯

卡塞羅斯（西班牙語：Caseros）是阿根廷的城市，位於該國東部，由布宜諾斯艾利斯省負責管轄，始建於1892年2月21日，面積11.2平方公里，海拔高度27米，2001年人口90,313。